# Matthias Hartmann (Regisseur)

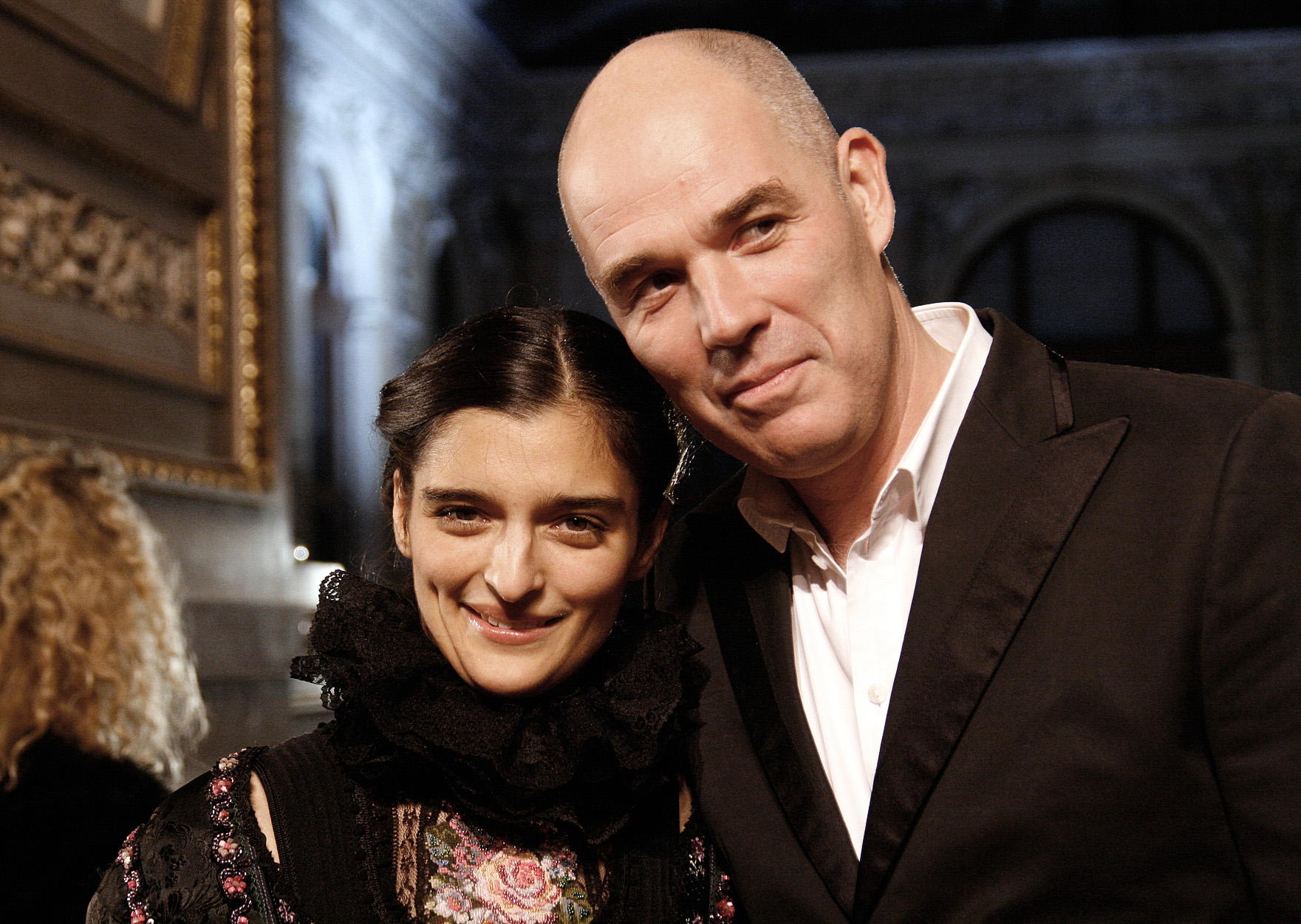
Matthias Hartmann und Gattin Alexandra Liedtke (2010)

Matthias Hartmann (* 27. Juni 1963 in Osnabrück) ist ein deutscher Theaterregisseur und Intendant. Von 2009 bis 2014 leitete er das Burgtheater in Wien. Er wohnt mit seiner Familie in Salzburg.

## Leben und Karriere
Nach dem Besuch eines Internats im englischen Gloucester von 1977 bis 1981 kehrte er zurück in seine Geburtsstadt, brach kurz vor dem Abitur die Schule ab und reiste ins Ausland. Von dort schon bald zurückkehrend, besuchte er ab 1983 in Stuttgart die Schauspielschule, holte 1985 sein Abitur nach und nahm zwei kaufmännische Lehren auf, die er beide abbrach; an ihrer statt wandte sich Hartmann der Theaterarbeit zu. Seine Karriere als Theaterregisseur begann Hartmann als Regieassistent am Schillertheater Berlin und am Theater Kiel, danach arbeitete er als freier Regisseur an den Häusern in Kiel, Mainz und Wiesbaden. Seine erste eigenverantwortliche Inszenierung erarbeitete Hartmann 1989 mit Tagträume am Theater Kiel.

### Theaterleitung in Hannover, Bochum und Zürich
1990 wurde er künstlerischer Leiter und Hausregisseur am Niedersächsischen Staatstheater in Hannover. Seine Inszenierung von Emilia Galotti von Gotthold Ephraim Lessing aus dieser Zeit wurde zum Berliner Theatertreffen eingeladen. Seit dem Sommer 1993 arbeitete Hartmann als freier Regisseur, der unter anderem an das Staatsschauspiel in München und das Burgtheater in Wien engagiert wurde. Die zweite Einladung zum Berliner Theatertreffen erhielt er für seine Inszenierung von Der Kuss des Vergessens von Botho Strauß am Zürcher Schauspielhaus.
Vom Sommer 2000 bis zum Sommer 2005 war Hartmann Intendant des Schauspielhauses Bochum. Er übernahm das Haus von Leander Haußmann. In Bochum brachte Hartmann unter anderem Uraufführungen von Botho Strauß und Peter Turrini auf. Für Medienwirbel sorgten auch die zwei Arbeiten mit dem Entertainer Harald Schmidt. So spielte Schmidt in Samuel Becketts Warten auf Godot die Rolle des Lucky. Unter Hartmann brach das Schauspielhaus den bisherigen Rekord an verkauften Abonnements, der noch von Claus Peymann aufgestellt worden war.
Von der Spielzeit 2005/06 bis 2009 war Hartmann Intendant des Schauspielhauses Zürich. Er übernahm das Haus von Andreas Spillmann, der als Interimsintendant die künstlerische und kaufmännische Direktion in der Spielzeit 2004/05 innehatte, anstelle des auf eigenen Wunsch vorzeitig ausgeschiedenen Christoph Marthaler.

### Burgtheater
Am 13. Juni 2006 gab der damalige österreichische Kunst-Staatssekretär Franz Morak bekannt, dass Hartmann ab 2009 als Nachfolger Klaus Bachlers das Wiener Burgtheater leiten soll, wobei er sich gegen namhafte Konkurrenz wie Andrea Breth, Ulrich Khuon, Elisabeth Schweeger, Frank Baumbauer und Martin Kušej durchsetzte.
In einem ersten Interview für das österreichische Nachrichtenmagazin News wandte er sich gegen das didaktische Theater der Achtundsechziger-Generation und gab die Grundzüge seines Konzepts bekannt: „Das Burgtheater ist ein Ort mit Erotik und Strahlkraft, an dem sich die besten Schauspieler und die besten Regisseure versammeln, ein Ort für alle Menschen, die Lust am Theater haben. Dort muss alles stattfinden. Es ist vollkommen falsch, ihm mit Gewalt ein Konzept verpassen zu wollen. Es muss sich sternförmig auf alle Möglichkeiten des theatralischen Erzählens ausbreiten. Es braucht die großen Klassiker, und es muss ein Uraufführungstheater sein, mit Stückaufträgen an die großen österreichischen Dramatiker und mit der Entdeckung neuer. Es darf vor Konventionalität so wenig Angst haben wie vor dem Experiment.“
Im September 2008 gab Hartmann bekannt, seine Direktion am Burgtheater am 4. September 2009 mit einer von ihm selbst inszenierten Produktion von Goethes Faust (und zwar Faust I und Faust II) eröffnen zu wollen. Bei der Premiere waren Tobias Moretti als Faust, Gert Voss als Mephisto und Katharina Lorenz als Gretchen zu sehen. Das Ensemble des Burgtheaters blieb weitgehend unverändert. Neu sind Martin Wuttke und Dörte Lyssewski; der gefeierte lettische Regisseur Alvis Hermanis debütierte an der Burg.
Sechs Premieren innerhalb einer Woche setzte Hartmann zum Auftakt im September 2009 an. Den beiden Teilen von Faust folgten die Uraufführung Der goldene Drache in der Regie des Autors Roland Schimmelpfennig, Adam Geist von Dea Loher, die Avantgardegruppe Nature Theater of Oklahoma mit Life and Times und der deutschen Fassung des schrägen Musicals Shockheaded Peter. Danach zeigte Hartmann fünf eigene Arbeiten, die er aus seinen Wirkungsstätten Zürich und Bochum mitbrachte: Amphitryon, Warten auf Godot, Immanuel Kant von Thomas Bernhard, 1979 von Christian Kracht und Jon Fosses Todesvariationen.

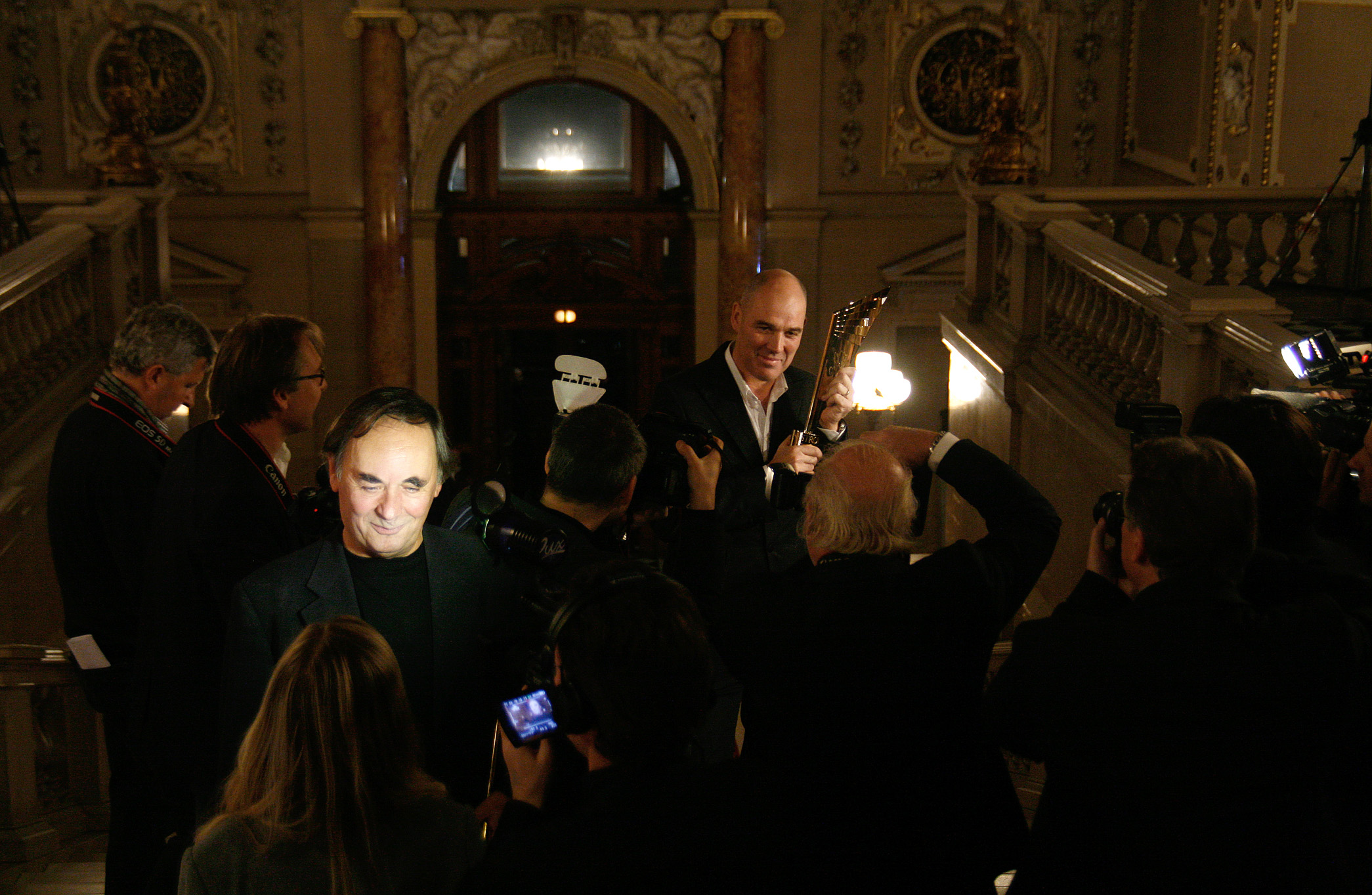
Johann Adam Oest und Hartmann mit dem Nestroy in der Hand, Feststiege der Burg 2010

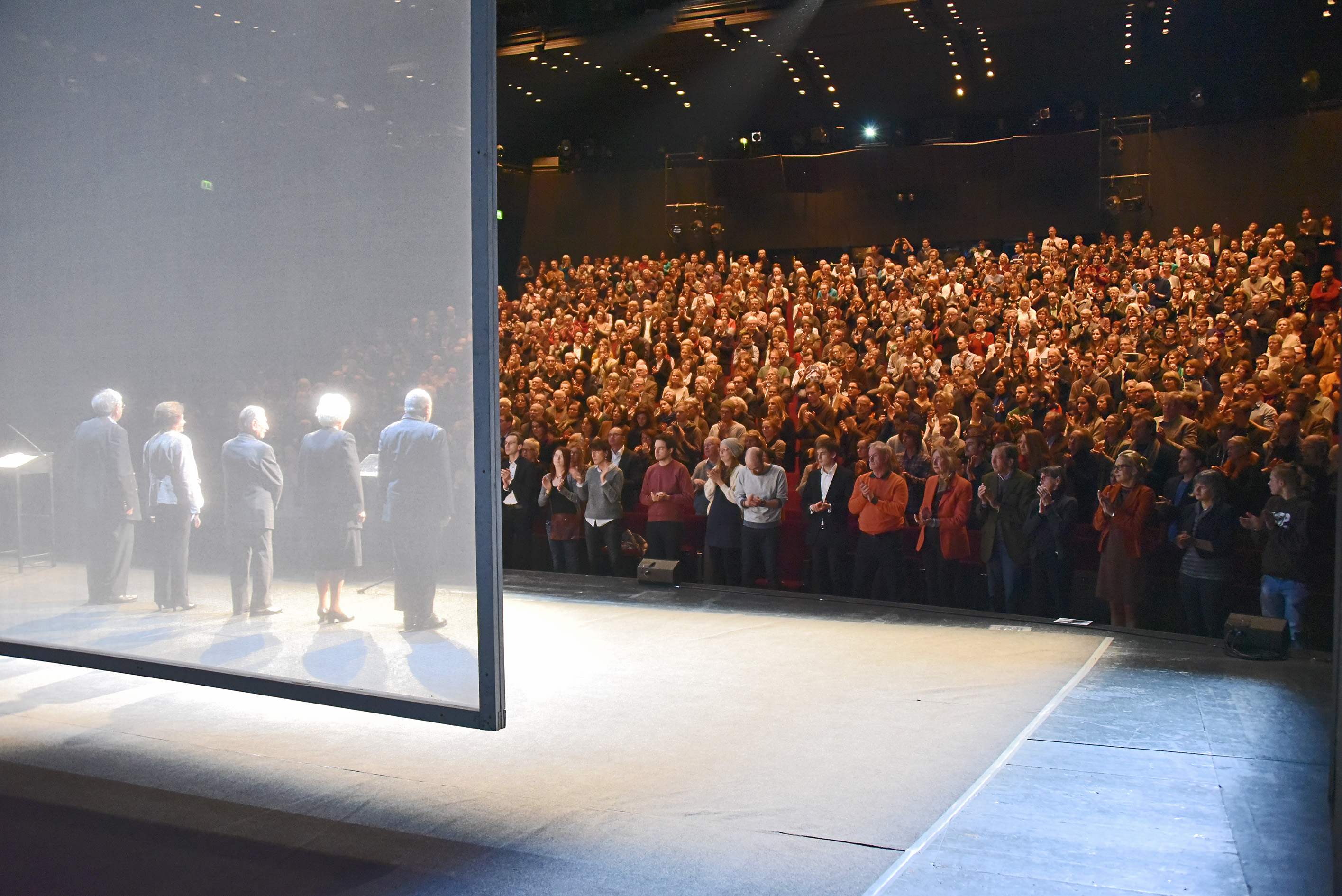
Applaus für Die letzten Zeugen beim Gastspiel im Schauspiel Frankfurt, 2015

Andrea Breth („Quai West“ von Koltès) und Luc Bondy (Uraufführung von Peter Handkes Bearbeitung der „Helena“ des Euripides) inszenierten wieder in Wien, Thomas Vinterberg brachte die Fortsetzung von Das Fest namens Das Begräbnis heraus. Weitere Uraufführungen steuerten Yasmina Reza, Franzobel, René Pollesch, Joachim Meyerhoff und Sibylle Berg bei. Hartmann inszenierte 2010 Phädra von Jean Racine (Burgtheater/Salzburger Festspiele) mit Sunnyi Melles und Paulus Manker, Was ihr wollt von William Shakespeare, Burgtheater Wien; Der Parasit von Friedrich Schiller, Burgtheater Wien. Mit Christoph Schlingensief war man im Gespräch über ein neues Projekt. Die Needcompany war zu Gast. Und dann gab es noch zwei neue diskursive Formate, Das Reflektorium mit Stefan Zweifel und den Rede-Zyklus Kakanien: Ideengeber Peter Turrini machte den Beginn.
In der Spielzeit 2013/14 ermöglichte und gestaltete er – gemeinsam mit Doron Rabinovici – die Zeitzeugenproduktion Die letzten Zeugen am Burgtheater; die Produktion bezog sich auf die Novemberpogrome 1938, die sich 2013 zum 75. Male jährten, erlangte hohe Wertschätzung seitens Publikum und Presse und wurde zum Berliner Theatertreffen 2014, nach Dresden, Hamburg und Frankfurt eingeladen:

„Das ist in Wien sehr behutsam in Szene gesetzt, verzichtet auf theaterwirksame Garnierung, ist im besten Sinne erzählend – und hat deshalb nichts von pflichtschuldiger Erinnerungsverrenkung mit Betroffenheitsautomatik. „Die letzten Zeugen“ ist ein eindringliches, aber auch fragiles (Theater-)Dokument.“

Im Rahmen des Finanzskandals am Burgtheater wurde Hartmann scharf kritisiert und beanstandet, dass er sämtliche Jahresabschlüsse unterschrieben, aber nicht die Kontroll- und Aufsichtspflichten aus seiner Funktion als Geschäftsführer entsprechend wahrgenommen habe. Für die Frage der Pflichtwidrigkeit sei es dabei einerlei, ob Hartmann um die Missstände wusste und trotzdem nichts unternahm, oder ob er sich um das Rechnungswesen gar nicht kümmerte. Am 14. Januar 2014 hatte Hartmann öffentlich klargestellt:

„Ich habe die Stellschrauben, die ich in der Hand habe, sehr wohl bedient. Ich habe die Einnahmen, die ich als künstlerischer Direktor in der Hand habe, erhöht – sie sind auch heuer wieder um 200.000 Euro über den sehr ambitionierten Plan gestiegen –, ich habe beim künstlerischen Personal versucht zu sparen und bin bei den Produktionskosten ungefähr gleich geblieben. Ich habe die Junge Burg erfunden, die halte ich für lebenswichtig, um in die Zukunft unserer Zuschauer zu investieren. Ich habe aber eine Verbindlichkeit von 15,3 Millionen geerbt, als ich hier anfing, und die hat sich sicherlich vergrößert, weil das Theater ein strukturelles Defizit hat. Wenn ich jedes Jahr eine Million mehr Lohnkosten zahlen muss, die mir aber nicht gegeben werden, dann fehlen sie mir. Und im nächsten Jahr zwei. Das kann jedes Milchmädchen verstehen. Ich kann nicht dazu verpflichtet werden, Direktor eines Hauses zu sein, das Schulden macht, um zu existieren. Ich habe, glaube ich, mit Minister Josef Ostermayer jetzt einen Partner, der diese Zusammenhänge durchschaut und Lösungen dafür sucht. Diese Lösungen muss die Kulturpolitik verantworten. Wenn man die Summe, die Klaus Bachler bekommen hat, indexiert, wären wir jetzt bei 58,8 Mio. Euro – ich habe aber jetzt 46,3.“

Am 10. März 2014 gab Hartmann bekannt, seine Funktion als Geschäftsführer vorerst ruhen zu lassen, bis die Vorwürfe endgültig geklärt seien. Am 11. März 2014 wurde er von Kulturminister Josef Ostermayer seines Amtes enthoben, da zwei vorliegende Rechtsgutachten von einer Mitverantwortung Hartmanns für die finanziellen Unregelmäßigkeiten ausgingen. Gegen seine Entlassung wollte Hartmann gerichtlich vorgehen. Am 6. November 2018 wurde bekannt, dass die Ermittlungen gegen Hartmann eingestellt wurden. Am 9. November 2018 gaben das Burgtheater und Hartmann bekannt, dass der Rechtsstreit mit einem Vergleich beendet wurde.

#### Vorwürfe von ehemaligen Angestellten des Burgtheaters
2018 wurden Hartmann in Form eines offenen Briefs von 60 ehemaligen Mitarbeiterinnen und Mitarbeitern – darunter Mitgliedern aus dem Ensemble sowie Angestellten der technischen Abteilungen und des kaufmännischen Personals – vorgeworfen, während seiner Intendanz eine „Atmosphäre der Angst und Verunsicherung“ geschaffen zu haben. Auch legte man ihm darin als sexistisch, homophob und rassistisch empfundene Äußerungen und Handlungen zur Last. Hartmann reagierte mit einem Antwortbrief, in dem er alle Vorwürfe dementierte.

### ServusTV
Im November 2014 wurde bekannt, dass Hartmann zu jener Zeit künstlerischer Leiter des im Besitz der Red Bull Media House GmbH befindlichen Fernsehsenders ServusTV war, nachdem er zuvor bereits in beratender Funktion im Bereich Kultur für den Sender tätig gewesen war und ein Theaterformat entwickelt hatte. Am 12. November wurde bekanntgegeben, dass Hartmann als Creative Director im Red Bull Media House arbeitet.

### Das Netz – The Net
Für das Red Bull Media House entwickelte Matthias Hartmann gemeinsam mit Plinio Bachmann das Gesamtkonzept für die Fernsehserie Das Netz (internationaler Titel: The Net). Das Netz ist der Obertitel mehrerer Thriller-Fernsehserien, die seit 2022 erscheinen und kriminelle Machenschaften im Fußball thematisieren. Sie werden auch Zyklen oder Ableger genannt und sind zwar eigenständige Serien, überschneiden sich aber teilweise miteinander. Auf Deutsch erschienen bislang die Serien „Spiel am Abgrund“ und „Prometheus“. Die Gesamtproduktion ist eine Initiative von Red Bull Media House, Beta Film und ARD Degeto, in Kooperation mit der österreichischen MR Film und der deutschen Sommerhaus Serien GmbH. Hartmann fungiert auch als Geschäftsführer der Das Netz GmbH.

## Inszenierungen (Auswahl)

### Schauspiel
- 1989: Tagträumer von William Mastrosimone, Kiel; Play Strindberg von Friedrich Dürrenmatt, Mainz
- 1990: Klassenfeind von Nigel Williams, Krefeld; Minna von Barnhelm von Gotthold Ephraim Lessing, Niedersächsisches Staatstheater Hannover (Probenbühne Ballhof)
- 1991: Leonce und Lena von Georg Büchner, Niedersächsisches Staatstheater Hannover, Ballhof; Das Spiel von Liebe und Zufall von Pierre Carlet de Marivaux, Niedersächsisches Staatstheater Hannover (Probenbühne Ballhof)
- 1992: Emilia Galotti von Gotthold Ephraim Lessing; Die Zeit und das Zimmer von Botho Strauß, Hessisches Staatstheater Wiesbaden; Lulu von Frank Wedekind, Niedersächsisches Staatstheater Hannover (Schauspielhaus)
- 1993: Viel Lärm in Chiozza von Carlo Goldoni; Volksvernichtung oder Meine Leber ist sinnlos von Werner Schwab, Niedersächsisches Staatstheater Hannover (Schauspielhaus); Der Widerspenstigen Zähmung von William Shakespeare, Residenztheater München
- 1994: Das Käthchen von Heilbronn von Heinrich von Kleist, Deutsches Schauspielhaus, Hamburg; Die Eingeschlossenen von Jean-Paul Sartre, Cuvilliéstheater, München; Jagdzeit von Gundi Ellert, Residenztheater München; Außer Kontrolle von Ray Cooney, Residenztheater München; Nach Jerusalem von Tankred Dorst, Deutsches Schauspielhaus, Hamburg (Malersaal)
- 1995: Don Carlos von Friedrich Schiller, Residenztheater München; Die Räuber von Friedrich Schiller, Burgtheater Wien; Fräulein Julie von August Strindberg, Residenztheater München; Der Menschenfeind von Molière, Akademietheater Wien
- 1996: Richard III. von William Shakespeare, Residenztheater München; Kabale und Liebe von Friedrich Schiller, Residenztheater München; Kasimir und Karoline von Ödön von Horváth, Burgtheater Wien
- 1997: Drei Schwestern von Anton Tschechow, Residenztheater München; Peer Gynt von Henrik Ibsen, Deutsches Schauspielhaus, Hamburg; Der Flüchtling von Fritz Hochwälder, Residenztheater München
- 1998: Die Liebe in Madagaskar von Peter Turrini, Akademietheater Wien; Hamlet von William Shakespeare, Residenztheater München; Der Kuß des Vergessens von Botho Strauß, Schauspielhaus Zürich
- 1999: Die Jungfrau von Orleans von Friedrich Schiller, Deutsches Schauspielhaus, Hamburg
- 2000: Die Eröffnung von Peter Turrini, Schauspielhaus Bochum
- 2001: Der Parasit von Friedrich Schiller, Schauspielhaus Bochum; Der Narr und seine Frau heute abend in Pancomedia von Botho Strauß, Schauspielhaus Bochum; Eine Sommernachts-Sexkomödie von Woody Allen, Schauspielhaus Bochum; Es ist Zeit. Abriß von Albert Ostermaier, Schauspielhaus Bochum (Kammerspiele)
- 2002: Warten auf Godot von Samuel Beckett, Schauspielhaus Bochum; Direktoren von Daniel Besse, Schauspielhaus Bochum; Winter von Jon Fosse, Schauspielhaus Bochum (Kammerspiele); Komödie der Verführung von Arthur Schnitzler, Niedersächsisches Staatstheater Hannover (Schauspielhaus); einordnen/ausflug von Neil LaBute, Schauspielhaus Bochum (Theater unter Tage)
- 2003: 1979 von Christian Kracht, Schauspielhaus Bochum (Zeche 1); Electronic City von Falk Richter, Schauspielhaus Bochum (Kammerspiele); Die Optimisten von Moritz Rinke, Schauspielhaus Bochum
- 2004: Der Hauptmann von Köpenick von Carl Zuckmayer, Schauspielhaus Bochum; Iwanow von Anton Tschechow, Schauspielhaus Bochum (Kammerspiele)
- 2005: Todesvariationen von Jon Fosse, Schauspielhaus Bochum (Kammerspiele); Der Menschenfeind von Molière, Schauspielhaus Bochum; Nach der Liebe beginnt ihre Geschichte von Botho Strauß, Schauspielhaus Zürich (Schiffbau Halle 1)
- 2006: Othello von William Shakespeare, Schauspielhaus Zürich (Schiffbau); Amphitryon von Heinrich von Kleist, Schauspielhaus Zürich; Blackbird von David Harrower, Schauspielhaus Zürich
- 2007: pool (no water) von Mark Ravenhill, Schauspielhaus Zürich (Schiffbau); Ödipus von Sophokles, Schauspielhaus Zürich (Schiffbau); Tartuffe von Molière, Schauspielhaus Zürich
- 2008: Sex von Justine del Corte, Schauspielhaus Zürich (Schiffbau Halle 2)
- 2009: Immanuel Kant von Thomas Bernhard, Schauspielhaus Zürich; Ich bin der Wind von Jon Fosse, Schauspielhaus Zürich (Schiffbau Halle 2); Faust I und II von Johann Wolfgang von Goethe, Burgtheater Wien
- 2010: Phädra von Jean Racine (Burgtheater/Salzburger Festspiele), Was ihr wollt von William Shakespeare, Burgtheater Wien; Der Parasit von Friedrich Schiller, Burgtheater Wien
- 2011: Das blinde Geschehen von Botho Strauß, Burgtheater Wien; Der zerbrochne Krug von Heinrich von Kleist, Burgtheater Wien (Akademietheater); Krieg und Frieden von Leo Tolstoi, Burgtheater Wien (Kasino)
- 2012: Das trojanische Pferd von Matthias Hartmann und Amely Joana Haag, Burgtheater Wien (Kasino); Onkel Wanja von Anton Tschechow, Burgtheater Wien (Akademietheater)
- 2013: Der böse Geist Lumpazivagabundus von Johann Nestroy, Burgtheater in Koproduktion mit den Salzburger Festspielen
- 2016: Der Idiot von Fjodor Dostojewski, Staatstheater Dresden[24]
- 2017: Michael Kohlhaas von Heinrich von Kleist, Schauspielhaus Düsseldorf[25]
- 2018: Lazarus von David Bowie, Schauspielhaus Düsseldorf[26]

### Oper
- 2003 Die verkaufte Braut von Bedřich Smetana, Dirigent Peter Schneider[27]
- 2005 Elektra von Richard Strauss, Opéra Paris, Dirigent Christoph von Dohnányi
- 2006 Tiefland von Eugen d’Albert, Opernhaus Zürich, Dirigent Franz Welser-Möst
- 2008 Carmen von Georges Bizet, Opernhaus Zürich, Dirigent Franz Welser-Möst
- 2009 Lady Macbeth von Mzensk von Dmitri Schostakowitsch, Wiener Staatsoper, Dirigent Ingo Metzmacher[28]
- 2012 Mathis der Maler von Paul Hindemith, Opernhaus Zürich, Dirigent Daniele Gatti[29]
- 2015: Fidelio von Ludwig van Beethoven, Grand Théâtre de Genève[30]
- 2016: La Boheme von Giacomo Puccini, Grand Théâtre de Genève[31]
- 2017: Der Freischütz von Carl Maria von Weber, Teatro alla Scala, Mailand[32]
- 2018: Boris Gudonov von Modest Mussorgski, Grand Théâtre de Genève[33]
- 2019: Idomeneo von Wolfgang Amadeus Mozart, Teatro alla Scala, Mailand[34]
- 2021: Fidelio, Ludwig van Beethoven, Teatro Maggio, Florenz[35]
- 2022: Pique Dame, Peter Tschaikowski, Teatro alla Scala, Mailand[36]; Ariadne auf Naxos, von Richard Strauss/Hugo von Hofmannsthal, Teatro Maggio, Florenz[37]

## Besetzungen
- Burgtheaterbesetzungen von 2011 bis 2014
- Schauspielbesetzungen der Salzburger Festspiele 2012 bis 2016

## Buch
- 2024: Warum eine Pistole auf der Bühne nicht schießt: Ein kleiner Versuch, das Theater zu retten, ecoWing, Elsbethen 2024, ISBN 978-3-7110-0355-3